# Adejeania uniformis
Adejeania uniformis är en tvåvingeart som beskrevs av Charles Howard Curran 1947. Adejeania uniformis ingår i släktet Adejeania och familjen parasitflugor. Inga underarter finns listade i Catalogue of Life.